# Danish Agro
Danish Agro ist ein Handelsunternehmen in der Agrar- und Ernährungswirtschaft mit Sitz in Karise in Dänemark. Das Unternehmen erzielte 2023 einen Jahresumsatz von 6,87 Milliarden Euro und beschäftigte rund 5.500 Mitarbeiter.
Danish Agro ist genossenschaftlich organisiert und im Besitz von 8.300 dänischen Landwirten. Bedeutendstes Tochterunternehmen von Danish Agro in Deutschland ist die Ceravis AG. Außerdem hält das Unternehmen eine Beteiligung von 21,91 % an der Agravis Raiffeisen AG.

## Geschichte
Die Ursprünge des Unternehmens gehen zurück auf die Gründung von Stevns Foderstofforening, einer Handelsgenossenschaft für Tierfutter auf der dänischen Halbinsel Stevns, im Jahr 1901.
Das heutige Unternehmen Danish Agro entstand 2007, nachdem die Handelsgenossenschaft Østsjællands Andel ihren Namen in Danish Agro änderte und mit KOF Agro fusionierte. 2009 wurde das in finanzielle Schwierigkeiten geratene Unternehmen S.A.B. A.m.b.A. Landbrugets Andel übernommen und im Jahr 2010 wurde das Unternehmen Nordjysk Andels Grovvareforening in Danish Agro integriert.
Im Jahr 2020 wurde das Agrarhandelsunternehmen Hedegaard A/S durch Danish Agro vollständig übernommen und 2023 in den Konzern überführt.

## Unternehmensstruktur
Der Konzern gliedert seine Tochterunternehmen in die vier Geschäftsbereiche Agribusiness (Handel mit Agrarrohstoffen und landwirtschaftlichen Betriebsmitteln), Machinery (Handel mit Landtechnik), Special Feed (Erzeugung von Futtermitteln) und Food (Lebensmittelverarbeitung und Lebensmittelgroßhandel). Die Geschäftstätigkeit der Unternehmen konzentriert sich vor allem auf die Länder des Baltikums, Skandinaviens, Deutschland und Polen. Einzelne Tochterunternehmen finden sich aber auch in anderen Regionen der Welt.
| Land        | Agribusiness Danish Agro a.m.b.a. / DV International Holding A/S | Machinery Danish Agro Machinery Holding A/S | Special Feed Vilomix International Holding A/S      | Food Dava Foods Holding A/S |
| ----------- | ---------------------------------------------------------------- | ------------------------------------------- | --------------------------------------------------- | --------------------------- |
| Brasilien   |                                                                  |                                             | Vitamix LTDA                                        |                             |
| Bulgarien   |                                                                  |                                             | Vilomix Bulgaria EOOD                               |                             |
| China       |                                                                  |                                             | Vilomix Shanghai Trading Co. Ltd.                   |                             |
| Dänemark    | DANISH AGRO A.M.B.A                                              | Danish Agro Machinery A/S                   | Dansk Vilomix A/S                                   | DAVA Foods Denmark A/S      |
| Deutschland | Agravis Raiffeisen AG, Ceravis AG, Nordic Seed Germany GmbH      |                                             | Hatting Germany GmbH, HL Beteiligungs GmbH & Co. KG |                             |
| Estland     | AS Baltic Agro                                                   | AS Baltic Agro Machinery                    |                                                     | DAVA Foods Estonia AS       |
| Finnland    | Hankkija Oy                                                      |                                             | Vilomix Finland Oy                                  | DAVA Foods Finland Oy       |
| Frankreich  |                                                                  |                                             |                                                     | BD France SAS               |
| Lettland    | SIA Baltic Agro                                                  | SIA Baltic Agro Machinery                   | Vilomix Baltic SIA                                  |                             |
| Litauen     | UAB Baltic Agro, UAB Movere                                      | UAB Baltic Agro Machinery                   |                                                     |                             |
| Norwegen    |                                                                  | Norwegian Agro Machinery AS                 | Vilomix Norway AS                                   | DAVA Foods Norway AS        |
| Polen       | Polish Agro Sp. z.o.o                                            | Raitech Sp. z.o.o.                          | Blattin Polska Sp. z.o.o                            | DanHatch Poland S.A.        |
| Russland    |                                                                  |                                             | Vilomix Rus OOO                                     |                             |
| Schweden    | Swedish Agro Holding AB                                          | Swedish Agro Machinery AB                   | Vilomix Sweden AB                                   | DAVA Foods Sweden AB        |
| Spanien     |                                                                  |                                             | Tegasa S.L.                                         |                             |
| Tschechien  |                                                                  | Agromex s.r.o                               |                                                     |                             |
| Ukraine     |                                                                  |                                             | Vilomix Ukraine Ltd.                                |                             |
| Ungarn      | Hungaria Agro Kft.                                               |                                             |                                                     |                             |
| Vietnam     |                                                                  |                                             | Vilomix Vietnam Co. Ltd.                            |                             |